# 藤原諸成
藤原 諸成（ふじわら の もろなり）は、平安時代初期の貴族。藤原南家巨勢麻呂流、正六位上・藤原助川の長男。官位は従四位上・右京大夫。

## 経歴
弘仁年間に文章生に補せられる。非常に理解が早くて賢く、文選の半分を暗唱するほどであり、大学寮内で三傑と称されたという。弘仁12年（821年）修理少進に任ぜられた後、民部少丞・式部大丞を経て、淳和朝の天長3年（826年）従五位下・相模権介に叙任される。
仁明天皇の即位後まもない天長10年（833年）5月に右少弁に任ぜられるが、6月には大宰少弐に転じる。承和6年（839年）治部少輔に任ぜられたのち、式部少輔・勘解由次官・春宮亮と仁明朝中期は京官を歴任し、この間承和8年（841年）従五位上、承和12年（845年）正五位下と順調に昇進、承和15年（848年）には従四位下・右中弁に叙任された。また、承和9年（842年）に渤海使・賀福延が入京した際には、郊労使を務めている。
仁明朝末の嘉祥2年（849年）備前守として再び地方官を務めるが、嘉祥3年（850年）文徳天皇が即位すると右京大夫に転任する。仁寿3年（853年）従四位上。斉衡3年（856年）4月18日卒去。享年64。最終官位は右京大夫従四位上。

## 人物
才学で朋輩に後れを取ることがなかったと評され、諸成自身も生来精勤を宗とした。参議に任官されないことを恨みに思っている内に、突然急逝したという。

## 官歴
『六国史』による。
- 弘仁年間：文章生
- 弘仁12年（821年） 2月：修理少進。9月：民部少丞
- 弘仁14年（821年） 7月：式部大丞
- 時期不詳：正六位上
- 天長3年（826年） 正月7日：従五位下。日付不詳：相模権介
- 天長10年（833年） 5月1日：右少弁。6月：大宰少弐
- 承和6年（839年） 9月7日：治部少輔
- 承和7年（840年） 6月10日：式部少輔
- 承和8年（841年） 11月20日：従五位上
- 承和9年（842年） 3月27日：郊労使（渤海使）。5月11日：兼勘解由次官。8月4日：春宮亮
- 承和13年（846年） 正月7日：正五位下
- 承和15年（848年） 正月7日：従四位下。2月14日：右中弁
- 嘉祥2年（849年） 正月13日：備前守
- 嘉祥3年（850年） 6月19日：右京大夫
- 嘉承4年（851年） 4月1日：出居侍従
- 仁寿3年（853年） 正月7日：従四位上
- 斉衡3年（856年） 4月18日：卒去（右京大夫従四位上）